# Magyar Népjóléti Szövetség
A Magyar Népjóléti Szövetség egy nyíltan hungarista, szélsőjobboldali politikai párt volt Magyarországon az 1990-es években.

## Története
A párt 1994. szeptember 20-án alakult a feloszlatott Magyar Hungarista Mozgalomból (MHM).
Zászlója, politikája és vezetője – Szabó Albert – megegyezett a korábban betiltott Világnemzeti Népuralmista Pártéval. Jelentős közfelháborodást váltott ki nyílt, agresszív gyűlöletre uszításuk, valamint demonstrációik, megmozdulásaik hatóságok általi tudomásulvétele. Az MNJSZ 1996. október 23-i demonstrációján a budapesti Szabadság téren mondott beszédében Szabó nyíltan a zsidóság elleni gyűlöletre uszított, melyért 1997-ben három év felfüggesztett börtönbüntetést kapott.
Fennállása alatt egyetlen országgyűlési választáson, az 1998-ason indult, ahol egyetlen képviselőjelöltet tudott indítani a dabasi egyéni választókerületben a pártelnök személyében. Szabó az első fordulóban a voksok 1,09%-át, a második fordulóban a 0,32%-át szerezte meg, mindkétszer az utolsó helyen végezve.
Szabó Albert a választások után nem sokkal az őt övező találgatások (a Horn-kormány agitátorának tartották, tartják), valamint az Orbán-kormány alatti gyors politikai ellehetetlenülése miatt visszatért Ausztráliába. A vezető nélkül maradt párt ezt követően fokozatosan szétesett (1999 végére mintegy 20-25 főre csökkent a tagsága) és végül 2000-ben jogutód nélkül feloszlott.

### Dokumentumfilm
- Albert és testvérei (videó), Pesty László dokumentumfilmje a hungarizmusról, 1996